# Atlantic Coast Conference

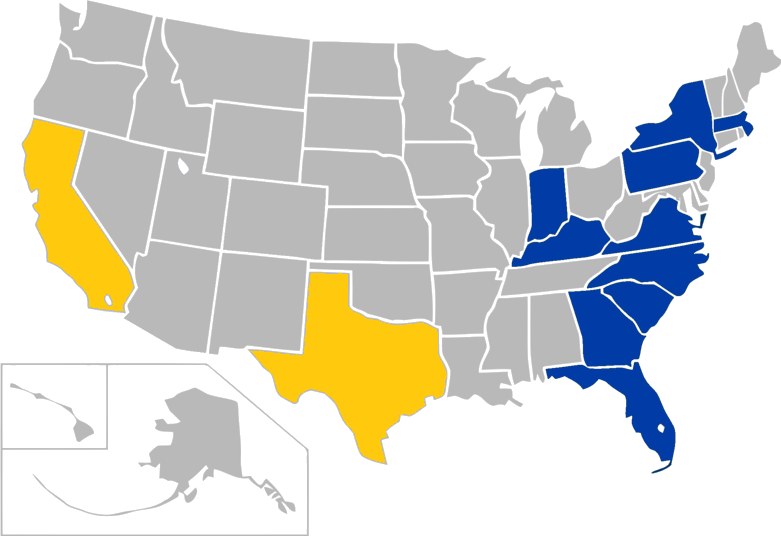
Ausdehnung der Atlantic Coast Conference

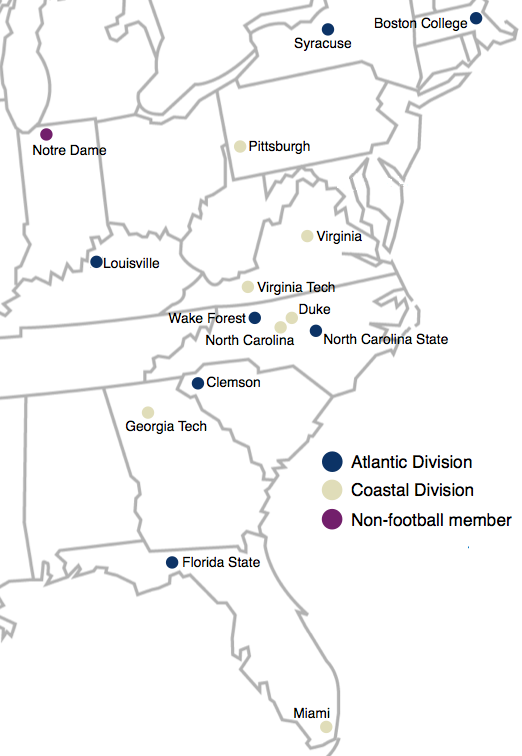
Mitglieder der ACC

Die Atlantic Coast Conference (ACC) ist eine der ältesten Ligen in der NCAA Division I im US-amerikanischen Universitätssport.
Sie wurde 1953, ein Jahr vor der Ivy League, gegründet. Ihr gehören 18 Universitäten an, die in 28 verschiedenen Sportarten, davon am bedeutendsten ist der College Football, gegeneinander antreten. Dabei nehmen die University of Notre Dame im Football und die Southern Methodist University und die Syracuse University im Baseball nicht an der ACC teil.

## Mitglieder
| Universität                                     | Ort                           | Teamname       | gegründet | beigetreten | Trägerschaft | Studenten |
| ----------------------------------------------- | ----------------------------- | -------------- | --------- | ----------- | ------------ | --------- |
| Boston College                                  | Chestnut Hill, Massachusetts  | Eagles         | 1863      | 2005        | privat       | 9.019     |
| University of California, Berkeley (California) | Berkeley, Kalifornien         | Golden Bears   | 1868      | 2024        | staatlich    | 45.307    |
| Clemson University                              | Clemson, South Carolina       | Tigers         | 1889      | 1953        | staatlich    | 14.172    |
| Duke University                                 | Durham, North Carolina        | Blue Devils    | 1838      | 1953        | privat       | 6.259     |
| Florida State University                        | Tallahassee, Florida          | Seminoles      | 1851      | 1991        | staatlich    | 32.525    |
| Georgia Tech                                    | Atlanta, Georgia              | Yellow Jackets | 1885      | 1979        | staatlich    | 19.404    |
| University of Louisville                        | Louisville, Kentucky          | Cardinals      | 1798      | 2014        | staatlich    | 22.293    |
| University of Miami                             | Coral Gables, Florida         | Hurricanes     | 1925      | 2004        | privat       | 10.132    |
| University of North Carolina at Chapel Hill     | Chapel Hill, North Carolina   | Tar Heels      | 1789      | 1953        | staatlich    | 17.628    |
| North Carolina State University                 | Raleigh, North Carolina       | Wolfpack       | 1887      | 1953        | staatlich    | 23.730    |
| University of Notre Dame                        | South Bend, Indiana           | Fighting Irish | 1842      | 2013        | privat       | 11.733    |
| University of Pittsburgh                        | Pittsburgh, Pennsylvania      | Panthers       | 1787      | 2013        | staatlich    | 28.766    |
| Southern Methodist University (SMU)             | University Park, Texas        | Mustangs       | 1911      | 2024        | privat       | 12.373    |
| Stanford University                             | Stanford, Kalifornien         | Cardinal       | 1891      | 2024        | privat       | 16.937    |
| Syracuse University                             | Syracuse, New York            | Orange         | 1870      | 2013        | privat       | 21.029    |
| University of Virginia                          | Charlottesville, Virginia     | Cavaliers      | 1819      | 19531       | staatlich    | 15.078    |
| Virginia Tech                                   | Blacksburg, Virginia          | Hokies         | 1872      | 2004        | staatlich    | 23.041    |
| Wake Forest University                          | Winston-Salem, North Carolina | Demon Deacons  | 1834      | 1953        | privat       | 4.231     |

1 Virginia trat der ACC im Dezember 1953 bei, nach der ersten Football-Saison der Konferenz, aber vor ihrer ersten Basketball-Saison.

## Spielstätten der Conference

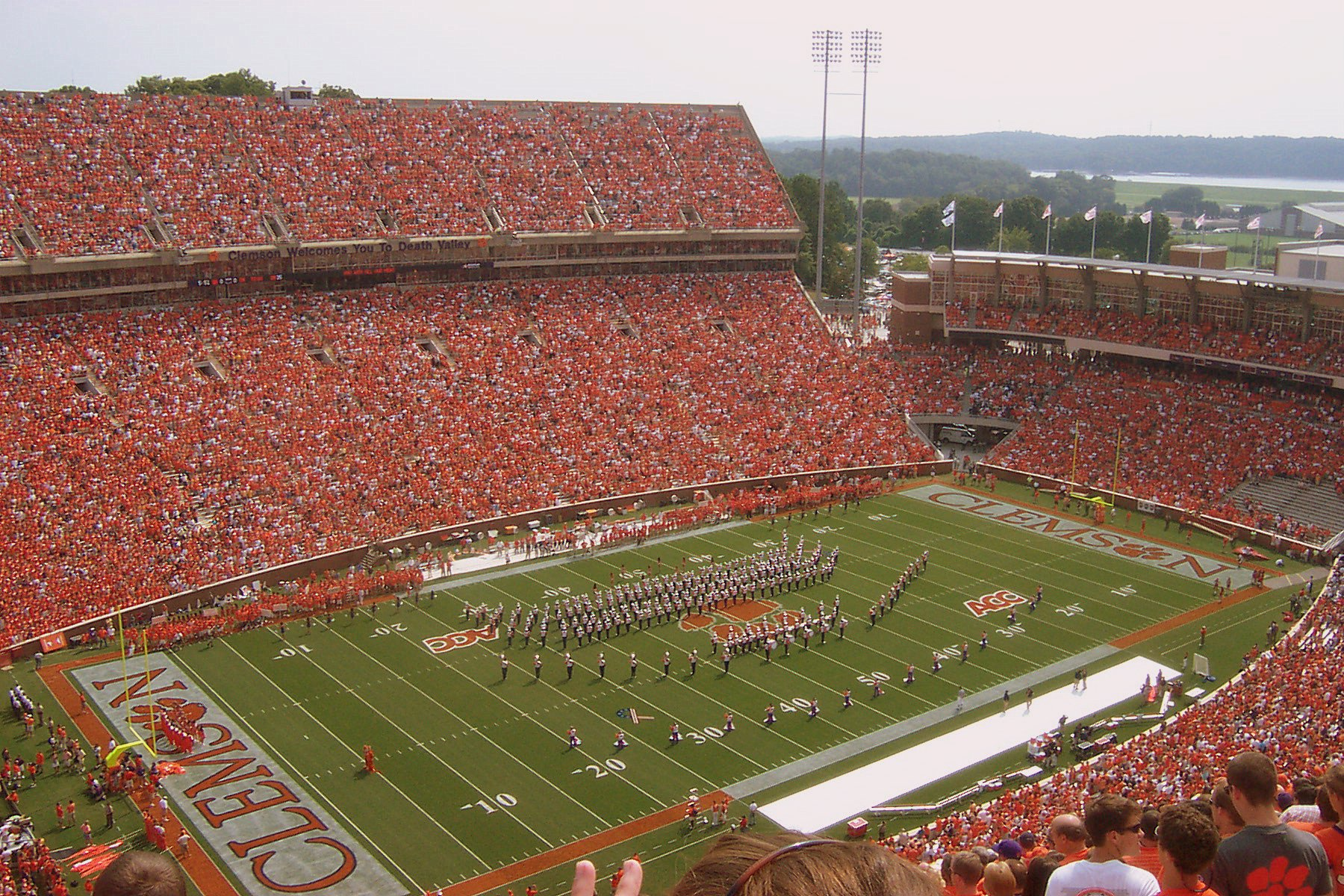
Clemson Memorial Stadium in Clemson

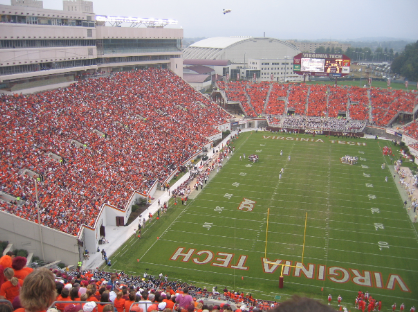
Lane Stadium in Blacksburg

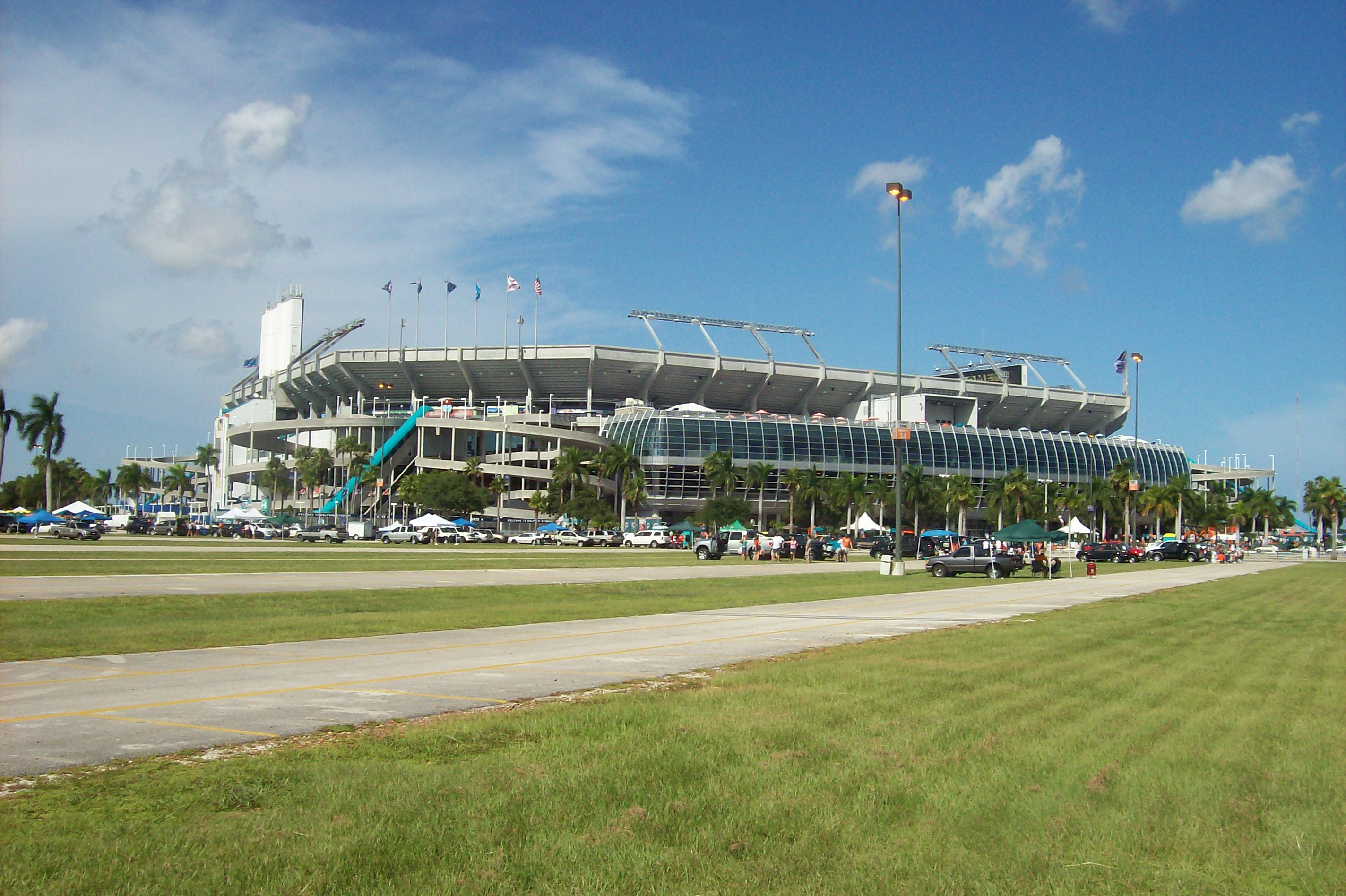
Hard Rock Stadium in Miami Gardens

| Universität          | Footballstadion                       | Kapazität       | Basketballstadion                                    | Kapazität    |
| -------------------- | ------------------------------------- | --------------- | ---------------------------------------------------- | ------------ |
| Boston College       | Alumni Stadium                        | 44.500          | Conte Forum                                          | 8.606        |
| California           | California Memorial Stadium           | 51.892          | Haas Pavilion                                        | 11.877       |
| Clemson              | Memorial Stadium                      | 80.301          | Littlejohn Coliseum                                  | 10.325       |
| Duke                 | Wallace Wade Stadium                  | 33.941          | Cameron Indoor Stadium                               | 9.314        |
| Florida State        | Doak Campbell Stadium                 | 82.300          | Donald L. Tucker Center                              | 13.800       |
| Georgia Tech         | Bobby Dodd Stadium                    | 55.000          | Hank McCamish Pavilion                               | 8.600        |
| Louisville           | L&N Federal Credit Union Stadium      | 61.000          | KFC Yum! Center                                      | 22.090       |
| Miami                | Hard Rock Stadium                     | 65.326          | Watsco Center                                        | 7.900        |
| North Carolina       | Kenan Memorial Stadium                | 63.000          | Dean Smith Center (Männer) Carmichael Arena (Frauen) | 21.750 8.010 |
| North Carolina State | Carter-Finley Stadium                 | 60.000          | Lenovo Center (Männer) Reynolds Coliseum (Frauen)    | 19.567 9.500 |
| Notre Dame           | FBS-Independent                       | FBS-Independent | Edmund P. Joyce Center                               | 9.149        |
| Pittsburgh           | Acrisure Stadium                      | 65.500          | Petersen Events Center                               | 12.508       |
| SMU                  | Gerald J. Ford Stadium                | 32.000          | Moody Coliseum                                       | 7.000        |
| Stanford             | Stanford Stadium                      | 50.424          | Maples Pavilion                                      | 7.233        |
| Syracuse             | JMA Wireless Dome                     | 49.262          | JMA Wireless Dome                                    | 35.446       |
| Virginia             | Scott Stadium                         | 61.500          | John Paul Jones Arena                                | 14.593       |
| Virginia Tech        | Lane Stadium                          | 66.233          | Cassell Coliseum                                     | 9.847        |
| Wake Forest          | Allegacy Federal Credit Union Stadium | 31.500          | Joel Coliseum                                        | 14.407       |